# Jeffrey Bub
Jeffrey Bub (né en 1942) est un physicien et philosophe américain d'origine sud-africaine. Il est professeur à l'université du Maryland depuis 1986.
Son livre, Interpreting the Quantum World (1998), remporte le prix Lakatos.

## Biographie
Bub obtient un baccalauréat universitaire en mathématiques pures et physique de l'université du Cap. Une bourse lui permet de travailler au Birkbeck College avec David Bohm, qui aura une grande influence sur ses travaux.
Bub obtient un Ph.D. en physique mathématiques de l'université de Londres en 1966. Il travaille un temps pour l'université du Minnesota, l'université Yale, l'université de Tel Aviv et l'université de Western Ontario.